# 拜龙埃塞桑维龙
拜龙埃塞桑维龙（法語：Bairon et ses environs，發音：[bɛʁɔ̃ e sez‿ɑ̃viʁɔ̃]）是法国阿登省的一个市镇，属于武济耶区。该市镇于2016年由原市镇勒谢讷、莱萨勒和卢韦尔尼合并而成。

## 地名
“拜龙埃塞桑维龙”（Bairon et ses environs）一名意为“拜龙及其周边”，其中“拜龙”（Bairon）是一个古村庄的名字。

## 地理
拜龙埃塞桑维龙（49°30'51.8"N, 4°45'54.0"E）面积44.86 平方千米，位于法国大東部大區阿登省，该省份为法国北部内陆省份，西接埃纳省，南至马恩省，东临默兹省，北与比利时接壤。
与拜龙埃塞桑维龙接壤的市镇（或旧市镇、城区）包括：巴尔河畔贝尔维尔和沙蒂永、索维尔、翁克、蒙贡、马尔基尼、奥蒙、旺德雷斯、旺迪、卡特尔尚、拉梅、沙尼、塔奈-勒蒙迪约、武济耶。
拜龙埃塞桑维龙的时区为UTC+01:00、UTC+02:00（夏令时）。

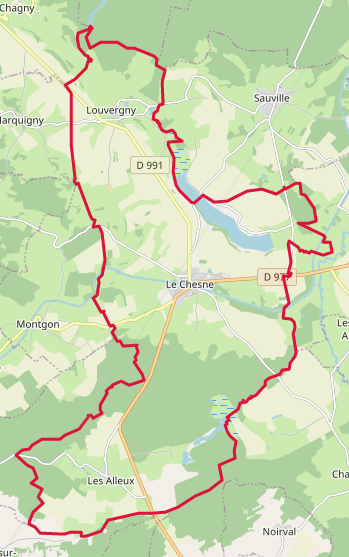
拜龙埃塞桑维龙的OSM定位图

## 行政
拜龙埃塞桑维龙的邮政编码为08390、08400，INSEE市镇编码为08116。

## 政治
拜龙埃塞桑维龙所属的省级选区为武济耶县。

## 人口
拜龙埃塞桑维龙于2022年1月1日时的人口数量为1030人。